# Índia Holandesa

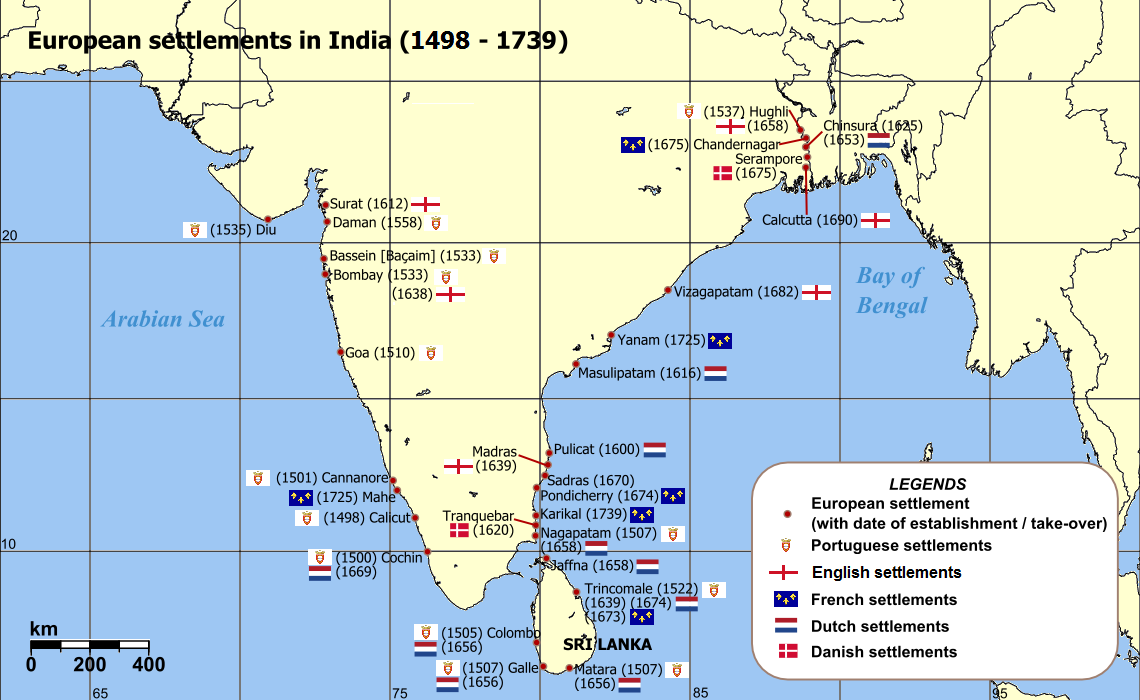
Mapa dels assentaments europeus al subcontinent indi (1501–1739).

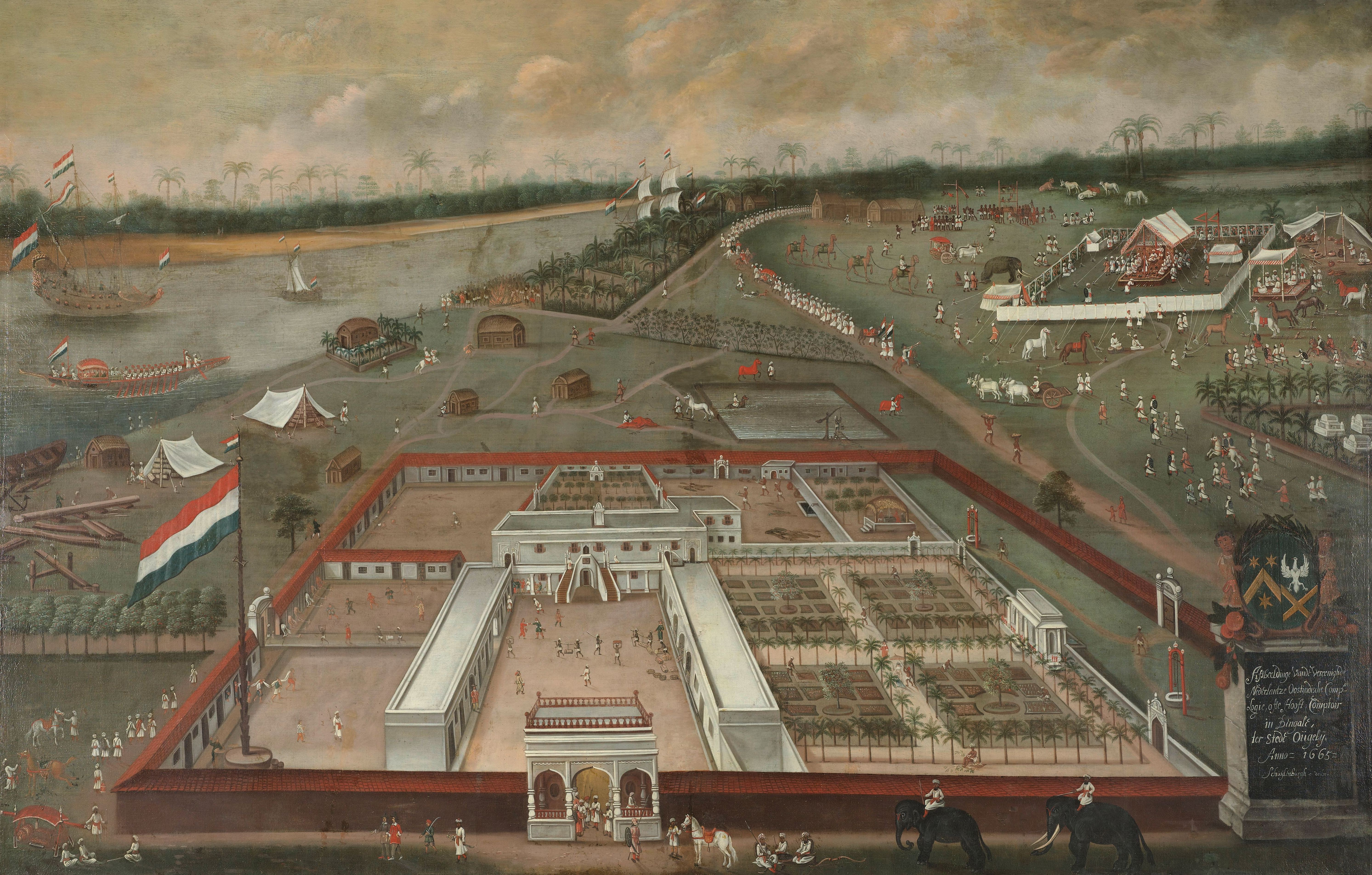
Fàbrica de la Companyia Holandesa de les Índies Orientals a Hugli-Chuchura, Bengala. Hendrik van Schuylenburgh, 1665.

L'expressió Índia holandesa designa les possessions colonials holandeses al subcontinent indi, mentre que la d'Índies holandeses es refereix a les nocions més àmplies de les Antilles Neerlandeses (a Amèrica) i a les Índies Orientals Holandeses (tot allò a l'est del Cap de Bona Esperança, però principalment Indonèsia, la joia colonial de la corona holandesa), anomenades sovint amb el terme informal de Indië ('regió de la Gran Índia', en neerlandès). La seva capital va ser Cochin, a la costa de Malabar.

## Cronologia de l'Índia holandesa
- 1605 — Els holandesos creen la seva primera factoria índia a Masulipatnam.
- 1610–1825 — Pulicat esdevé possessió holandesa.
- 1638 — S'estableix una factoria a Vengurla, a la costa de Konkan.
- 1658–1795 — Tuticorin esdevé possessió holandesa.
- 1658–1781 — Negapatnam esdevé possessió holandesa.
- 1780–1784 — La costa de Coromandel és ocupada per Gran Bretanya.
- 1795–1818 — Ocupació britànica de tots els assentaments holandesos en l'Índia.
- 1818 — Malabar és annexionada a l'Índia Britànica.
- 1818 — Els assentaments de Coromandel són retornats als Països Baixos.
- 1825 — Coromandel és cedit a Gran Bretanya, convertint-se en part de l'Índia Britànica.

## Llista de colònies
Colònies holandeses a la Costa de Malabar (costa sud-occidental de l'Índia):
- Cranganore de Cranganor (Kodungallor) (1662)
- Cochin de Cima (Pallipuram) (1661)
- Cochin, Cochin de Baixo o Santa Cruz (1663)
- Quilon (Coylan) (1661)
- Cannanore (1663–1790)
- Kundapura (1667–1682)
- Kayankulam (ca. 1645)
- Ponnani (vers 1663).

Colònies holandeses a la costa de Coromandel (en la costa oriental de l'Índia):
- Golkonda (1662 – vers 1733)
- Bimilipatnam (1687–1795, 1818–25)
- Jaggernaikpoeram (1734–95, 1818–25)
- Daatzeram (1633–1730)
- Nagelwanze (1669–87)
- Palikol (1613–1781, 1785–95, 1818–25)
- Masulipatnam (1605–1756)
- Petapoeli or Nizampatnam (1606–68)
- Paliacatta o Pulicat (1610–1781, 1785–95, 1805–25)
- Sadras (1654–1757, 1785–95, 1818–25)
- Tierepopelier (Thiruppapuliyur, Thiruppadiripuliyur) (1608–25)
- Tegenapatnam, Coedeloer (Cuddalore) (1647–1758)
- Porto Novo o Parangipettai (1608–1825)
- Negapatnam (1658–1781)
- Tuticorim o Thoothukudi (1658–1825).

## Bengala holandesa
En 1608 els Països Baixos van fundar la seva primera colònia a l'Índia. El 1625 la Companyia Neerlandesa de les Índies Orientals, comunament coneguda com la Companie o VOC, va establir un assentament a Chinsurah a poques milles al sud de Bandel per al comerç d'opi, sal, muselina i espècies. Es va construir un fort anomenat Fort Gustavius i una església i diversos altres edificis. Un francès famós, el general Perron, que va exercir com a conseller militar del mahrates, es va assentar en aquesta colònia holandesa i s'hi va construir una gran casa. L'assentament holandès de Chinsurah va sobreviure fins a 1825, quan els holandesos en el seu procés de consolidació dels seus interessos en l'actual Indonèsia, van cedir Chinsurah (i altres llocs a l'Índia) als anglesos a canvi dels assentaments britànics a l'illa de Sumatra (com a part del Tractat anglo-holandès de 1824).
El fort Gustavius des de llavors va desaparèixer de la faç de Chinsurah i l'església es va esfondrar recentment a causa del desús, però gran part de l'herència holandesa roman. Aquesta inclou les antigues casernes, la residència del Governador, la casa del general Perron (actualment Escola de Chinsurah) i el vell edifici de la factoria, ara l'oficina de l'Alt Comissionat de la Divisió.
Coromandel Coast

## Governadors

### Governadors de la Costa de Coromandel
- 1608 - 1610 Pieter Issaksz. Eyloff
- 1610 - 1612 Jan van Wesick
- 1612 - 1615 Wemmer van Berchem
- 1616 Hans de Haze
- 1616 - 1617 Samuel Kindt
- 1617 - 1619 Adolf Thomassen
- 1619 - 1620 Hans de Haze (segona vegada)
- 1620 - 1622 Andries Soury
- 1622 - 1624 Abraham van Uffelen
- 1624 - 1626 Andries Soury (segona vegada)
- 1626 - 1632 Maerten IJbrantszoon
- 1632 Arent Gardenijs
- 1632 - 1633 David Pieterszoon de Vries
- 1633 - 1636 Maerten IJbrantszoon (segona vegada)
- 1636 - 1638 Carel Reyniersz
- 1638 - 1643 Arent Gardenijs (segona vegada)
- 1643 - 1650 Arnold Heussen
- 1650 - 1651 Laurens Pit
- 1651 Jacob Fransz. de With
- 1652 - 1663 Laurens Pit (segona vegada)
- 1663 - 1665 Cornelis Speelman
- 1665 - 1676 Anthony Paviljoen (Pavilion)
- 1676 - 1679 Jacques Caulier
- 1679 - 1681 Willem Carel Hartsinck
- 1681 - 1686 Jacob Joriszoon Pits
- 1686 - 1698 Laurens Pits de Jonge
- 1698 - 1705 Dirk Coomans
- 1705 - 1710 Johannes van Steelandt
- 1710 - 1716 Daniel Bernard Guilliams
- 1716 - 1719 Adriaan de Visscher
- 1719 - 1723 Gerrit van Westrenen
- 1723 - 1729 Dirck van Cloon
- 1729 - 1733 Adriaan van Pla
- 1733 - 1737 Elias Guillot
- 1738 - 1743 Jacob Mossel
- 1743 - 1747 Galenus Mersen
- 1747 - 1753 Librecht Hooreman
- 1753 - 1758 Steven Vermont
- 1758 - 1761 Lubbert Jan, baron van Eck
- 1761 - 1765 Christiaan van Teylingen
- 1765 - 1773 Pieter Haksteen
- 1773 - 1780 Reynier van Vlissingen
- 1780 - 1784 Ocupació britànica
- 1784 - 1789 Willem Blauwkamer
- 1790 - 20 Oct 1795 Jacob Eilbracht
- 1795 - 1818 Ocupació britànica
- 1818 - 1824 F.C. Regel
- 1824 - 1825 Henry François von Söhsten
- 1825 Cessió a la Gran Bretanya

#### Comandants de la Costa de Malabar
- 29 de desembre de 1658 - 14 d'abril de 1659 ocupació temporal de Quilon. Definitiva el 15 de gener de 1662 junt amb Cranganore. El 8 de gener de 1663 fou ocupada Cochin i el 15 de febrer de 1663 els holandesos es van establir a Cannanore.

- 1663 - 1665 Ludolph van Coulster
- 1665 - 1667 Ijsbrand Goske
- 1667 - 1669 Lucas van der Dussen
- 1669 - 1676 Hendrik Adriaan van Reede tot Drakestein
- 1677 - 1678 Jacob Lobs
- 1678 - 1683 Marten Huysman
- 1683 - 1687 Gelmer Vosburgh
- 1688 - 1693 Issack van Dielen
- 1693 - 1694 Alexander Wigman
- 1694 - 1697 Adriaan van Ommen
- 1697 - 1701 Magnus Wichelman
- 1701 - 1704 Abraham Vink
- 1704 - 1708 Willem Moerman
- 1708 - 1709 Adam van der Duyn
- 1709 - 1716 Barend Ketel
- 1716 - 1723 Johannes Hertenberg
- 1723 - 1731 Jacob de Jong
- 1731 Wouter Hendriks
- 1731 - 1734 Adriaan Maten
- 1734 - 1742 Julius Valentyn Stein van Gollonesse
- 1742 - 1747 Reinerus Siersma
- 1747 - 1751 Corijn Stevens
- 1751 Abraham Cornelis de la Haye
- 1751 - 1756 Frederik Cunes
- 1756 - 1761 Casparus de Jong
- 1761 - 1765 Godefried Weyerman
- 1765 - 1768 Cornelis Breekpot
- 1768 - 1770 Christiaan Lodewijk Senff
- 1770 - 1781 Adriaan Moens
- 1781 - 1793 Johan Gerard van Angelbeek
- 1793 - 1795 Jan Lambertus van Spall
- 1795 - 1818 ocupació britànica i 1818 annexió

#### Directors de la Bengala Holandesa
- 1635 Factories a Pipley and Hougli (fins 1676) dependents de Coromandel; 1676 factories de Patna i Baleshwar (Bellasoor) i (1710-1759) a Murshidabad

- 1635 - 1655 the governors of Coromandel
- 1655 - 1658 Pieter Sterthemius (b. 1618? - d. 1676)
- 1658 - 1663 Mattheus van den Broucke (b. 1620 - d. 1685)
- 1663 - 1665 Rogier van Heyningen (d. 1665)
- 1665 - 1669 Vacant
- 1669 - 1673 Constantin Ranst de Jonge (b. 1635 - d. 1714)
- 1673 - 1676 François de Haze (d. 1676)
- 1677 - 1678 Willem Volger (b. 1602 - d. 1679)
- 1678 - 1680 Jacob Verburgh
- 1681 - 1683 Nicolaas Baukes
- 1683 - 1685 Marten Huysman
- 1685 - 1688 Nicolaas Schaghen
- 1688 Pieter Willeboorts
- 1688 - 1696 Arnoldus Muykens
- 1696 - 1701 Pieter van Dishoeck
- 1701 - 1705 Jacob Pelgrom
- 1705 - 1710 Willem de Roo
- 1710 - 1716 Anthony Huysman
- 1717 - 1722 Ewout van Dishoeck
- 1722 - 1724 Pieter Vuyst
- 1724 - 1727 Abraham Patras
- 1727 - 1731 Jacob Sadelijn
- 1731 - 1733 Rogier Beernards
- 1734 - 1744 Jan Albert Sichterman
- 1744 - 1750 Jan Huyghens
- 1750 - 1755 Jan Karsseboom
- 1755 Louis Taillefert
- 1755 - 1760 Adriaan Bisdom

1760 - 1763 Louis Taillefert (segona vegada) 
- 1763 - 1769 George Lodewijk Vernet
- 1769 - 1770 Boudewijn Versewel Faure
- 1771 - 1776 Johannes Bacheracht
- 1776 - 1781 Johannes Mattheus Ross
- 1781 - 1784 Ocupació britànica
- 1784 - 1785 Gregorius Herklots (interí)
- 1785 - 1792 Isaac Titsingh
- 1792 - 1795 Cornelis van Citters Aarnoutszoon
- 1795 Johan Willem Salomon von Haugwitz (interí)
- 1795 - 1817 Ocupació britànica
- 1817 - 1818 Jan Andries van Braam
- 1818 - 1825 Daniel Antonie Overbeck
- 1825 Cessió a Gran Bretanya

#### Directors del Surat Holandès
- 1616 Establiment de factoria a Surat (Suratte)

- 1620 - 1628 Pieter van den Broecke
- 1628 - 1633 Johan van Hasel
- 1633 - 1634 Jacob van der Graeff
- 1634 - 1640 Barend Pietersz.
- 1640 - 1644 Paulus Croocq
- 1644 Cornelis Weylant
- 1644 - 1648 Arent Barents Muykens
- 1648 - 1651 Johan van Teylingen
- 1651 - 1654 Gerard Pelgrim
- 1654 - 1657 Hendrik van Gent
- 1657 - 1658 Isaac Coedijck
- 1658 - 1661 Leonard Winnincx
- 1661 - 1665 Dirk van Adrichem
- 1666 Huybert de Lairesse
- 1667 - 1673 Andries Boogaert
- 1673 - 1676 Willem Volger
- 1676 - 1678 Sybrand Abbema
- 1678 - 1679 Daniël Parvé
- 1680 - 1685 Jacques de Bucquoy
- 1685 - 1691 Gelmer Vosburgh
- 1692 - 1694 Louis de Keiser
- 1694 - 1695 Paulus de Roo
- 1695 - 1699 Pieter Ketting
- 1699 - 1701 Hendrik Zwaardecroon
- 1701 - 1705 Pieter de Vos
- 1705 Willem Six
- 1707 - 1708 Johan Grotenhuys
- 1708 - 1710 Cornelis Besuyen
- 1711 - 1715 Johan Josua Ketelaar
- 1715 - 1719 Daniel Hurgronje
- 1719 - 1722 Philip Zaal
- 1722 - 1726 Abraham Weijns
- 1726 - 1728 Herman Bruyning
- 1729 - 1740 Pieter Lourens Phoonsen
- 1740 - 1749 Jan Schreuder
- 1749 - 1753 Johannes Pecock
- 1753 - 1755 Johan de Roth
- 1755 - 1759 Louis Taillefert
- 1759 - 1763 Jan Drabbe
- 1763 - 1768 Christiaan Lodewijk Senff
- 1768 - 1776 Martinus Joan Boschman
- 1776 - 1781 Willem Jacob van de Graaff
- 1781 - 1784 Ocupació britànica
- 1784 - 1792 Abraham Josias Sluysken
- 1792 - 1795 Peter Sluysken
- 1795 - 1818 Ocupació britànica
- 1818 - 1824 B.C. Verploegh
- 1821 - 1825 C.J.G. baron Albedyll
- 21 de desembre de 1825 Annexió a l'Índia Britànica